# Omikron Leonis
Omikron Leonis (Subra, ο Leo) – gwiazda w gwiazdozbiorze Lwa. Znajduje się około 130 lat świetlnych od Słońca.

## Nazwa
Gwiazda ta ma tradycyjną nazwę Subra, która dawniej odnosiła się do Delta Leonis i Theta Leonis, a która oznacza „grzywę” Lwa. Międzynarodowa Unia Astronomiczna zatwierdziła użycie nazwy Subra dla określenia tej gwiazdy.

## Charakterystyka
Omikron Leonis jest gwiazdą podwójną, której składniki można rozdzielić przy użyciu interferometrii. Są to: olbrzym należący do typu widmowego F i karzeł reprezentujący typ widmowy A. Precyzyjną klasyfikację utrudnia bliskość gwiazd, przez co obserwowane jest łączne spektrum, oraz obecność wyraźnych linii widmowych metali. Obie mają podwyższony poziom cięższych metali, w tym lantanowców, przy równoczesnym zmniejszeniu zawartości lżejszych pierwiastków, jak wapń i skand, co jest rezultatem dyfuzji atomów w atmosferach gwiazd.
Obserwacje spektroskopowe pozwoliły precyzyjnie wyznaczyć okres obiegu tych składników (Aa i Ab), równy 14,498064 ± 0,000009 doby. Równocześnie nie zaobserwowano trzeciej gwiazdy (Ac), która miała być obserwowana w 1997 roku w odległości 0,6 sekundy kątowej od olbrzyma. Odległa o 96,2″ (pomiar z 2015 r.) gwiazda GSC 00821-00737, oznaczana niekiedy Omikron Leonis B, ma inny ruch własny i nie jest związana z Subrą; ma ona obserwowaną wielkość gwiazdową 10,83m.